# Osuch (przystanek kolejowy)
Osuch – zlikwidowany przystanek osobowy w Osuchu (część wsi Romanowo Dolne), w gminie Czarnków, w powiecie czarnkowsko-trzcianeckim, w województwie wielkopolskim, w Polsce. Znajdował się tu 1 peron. Została otwarta w 1912 roku. W 1989 roku został na tej linii zawieszony ruch pasażerski.